# Mont Gibloux
Mont Gibloux är en bergskedja i Schweiz.   Den ligger i kantonen Fribourg, i den västra delen av landet, 40 km sydväst om huvudstaden Bern.
I omgivningarna runt Mont Gibloux växer i huvudsak blandskog. Runt Mont Gibloux är det tätbefolkat, med 331 invånare per kvadratkilometer.